# Crystal Dangerfield
Crystal Dangerfield, née le 11 mai 1998 à Murfreesboro, Tennessee, est une joueuse américaine de basket-ball.

## Biographie

### Carrière en jeune

#### En High School
Crystal Dangerfield a fréquenté le lycée Blackman pendant quatre ans.  Elle a été la meneuse titulaire de Blackman pendant quatre ans lorsque l’école a remporté les titres de l’État en 2015 et 2016.
Elle a joué avec l'équipe nationale américaine, remportant une médaille d’or en 2013 et 2015. Dangerfield a été nommée Miss Basketball Tennessee dans ses années junior et senior. Elle a été trois fois la joueuse du Tennessee Gatorade de l’année. Elle a été finaliste pour le prix Naismith Prep Player of the Year et les prix nationaux Gatorade. Elle a été la joueuse de basket-ball féminine de l’année au Tennessee pendant trois années consécutives. En 2016, elle a été joueuse de l’année au McDonald’s All-American et au Jordan Brand Classic  et Morgan Wootten National Player of the Year.
Parmi la promotion féminine de 2016, ESPNW a classé Crystal Dangerfield comme meilleur meneur et troisième au classement général de 100 joueuses (derrière Lauren Cox et devant Sabrina Ionescu).

#### En universitaire
Crystal Dangerfield a été recrutée par les Huskies du Connecticut, et elle a étudié les affaires et la communication. À l’arrivée de Dangerfield, les Huskies avaient remporté un total record de 11 victoires et quatre victoires en championnat consécutive de la NCAA, mais pendant la période où elle a joué pour eux, ils devaient en perdre trois et en annuler un en raison de la COVID-19,.
Elle a subi des opérations chirurgicales de la hanche hors saison en 2016 et 2019. En 2018, elle a dit que ses quadriceps étaient devenus trop grands et qu’elle était ennuyée par ses tibias en 2017, lors de sa deuxième année. Après une intervention chirurgicale en 2019, elle a eu des spasmes dorsaux et, à un moment donné, son équipe n’avait que huit joueuses apte à jouer. L’Associated Press a déclaré dans sa dernière année au Huskies qu’on s’attendait à ce qu’elle soit la leader de l’équipe. En mars 2020, elle s'est hissée au cinquième rang des joueuses des Huskies ayant faits le plus de passes décisives.
À la suite de la saison 2019-2020, elle est nommée Honorable mention All-American par Associated Press. Elle a été sélectionnée pour l'American Athletic Conference 2017, 2018 All-Urnament Team, 2018Third Team, 2019 All-Urnament Team, 2019 First Team, 2020 All-Urnament Team, 2020 First Team et 2019 NCAA Regional All-Urnament Team.

### Carrière professionnelle
Crystal Dangerfield est draftée lors de la Draft WNBA 2020 lors du second tour en 16e position par les Lynx du Minnesota.

#### Lynx du Minnesota (2020-2022)
Lors de sa première saison avec les Lynx, les entraîneurs lui avaient expliqué que son rôle serait de fournir un remplaçant pour quelques minutes par match. À la mi-saison, en raison de multiples blessures dans l'équipe des Lynx et du retour de congé de maternité d’Odyssey Sims, Crystal Dangerfield s'est imposée comme la meneur de jeu titulaire, avec une moyenne de 14,3 points par match shootant à 47,1 %, et elle était considérée comme une candidate au titre de Rookie of the Year 2021 de la WNBA,,, faisant d'elle le choix le plus bas de l'histoire d'une draft pouvant gagner ce titre de Rookie of the Year. En août 2020, elle a obtenu la reconnaissance officielle de WNBA avec un prix de Rookie du mois pour son record de 18,1 points par match, 3,5 passes par match et 2,0 rebonds par match. Elle remporte aussi le titre de rookie du mois en septembre avec 17,4 points par match, 5,0 passes par match et 2,0 rebonds par match.
Lors de sa saison rookie, Dangerfield a été nommée à l’équipe AP All-Okie 2020. Elle a remporté l’Associated Press Rookie of the Year, ESPN Rookie of the Year et WNBA Rookie of the Year.  Elle a été la meilleure marqueuse de Lynx de la saison avec 16,2 points par match.
Le 3 mai 2022, elle est coupée par les Lynx.

#### Fever de l'Indiana (2022)
Le 6 mai 2022, Crystal Dangerfield signe un contrat d'exception avec les Fever de l'Indiana. Elle ne joue que 3 matches avec les Fever et elle a été libérée le 11 mai lorsque la meneuse Danielle Robinson est revenue d’un match à l’étranger en Turquie.

#### Liberty de New York (2022)
Le 21 mai 2022, Crystal Dangerfield a signé un contrat d’exception relative aux difficultés financières avec les Liberty de New York. Le 7 juin 2022, le Liberty a mis fin au contrat de Dangerfield, mais a signé un deuxième contrat d’exception en cas de difficultés financières deux jours plus tard. Le 3 juillet, elle signe un contrat avec le Liberty pour le reste de la saison.
Le 16 janvier 2023, elle est envoyée aux Wings de Dallas dans un échange entre trois équipes.

## Statistiques

### États-Unis

#### Université
| Gras/Meilleures performances | [ 31 ] |

| Saison    | Équipe                 | Matchs | Titul. | Min./m | % Tir | % 3pts | % LF | Rbds/m. | Pass/m. | Int/m. | Ctr/m. | Pts/m. |
| --------- | ---------------------- | ------ | ------ | ------ | ----- | ------ | ---- | ------- | ------- | ------ | ------ | ------ |
| 2016-2017 | Huskies du Connecticut | 21     | 6      | 24,0   | 40,3  | 31,7   | 59,3 | 2,2     | 3,7     | 0,9    | 0,0    | 6,1    |
| 2017-2018 | Huskies du Connecticut | 35     | 35     | 28,7   | 45,4  | 44,9   | 80,6 | 2,1     | 4,1     | 1,7    | 0,0    | 9,5    |
| 2018-2019 | Huskies du Connecticut | 38     | 38     | 34,9   | 43,1  | 35,2   | 92,4 | 3,3     | 5,9     | 1,6    | 0,1    | 13,4   |
| 2019-2020 | Huskies du Connecticut | 30     | 30     | 35,4   | 46,3  | 41,0   | 86,0 | 3,7     | 3,9     | 1,8    | 0,1    | 14,9   |
| Total     | Total                  | 134    | 109    | 30,9   | 44,1  | 38,5   | 83,3 | 2,8     | 4,5     | 1,5    | 0,1    | 11,0   |

#### En WNBA
| Recrue/rookie de la saison | Leader de la ligue | Gras/Meilleures performances | [ 32 ] |

| Saison | Équipe    | Matchs | Titul. | Min./m | % Tir | % 3pts | % LF | Rbds/m. | Pass/m. | Int/m. | Ctr/m. | Pts/m. |
| ------ | --------- | ------ | ------ | ------ | ----- | ------ | ---- | ------- | ------- | ------ | ------ | ------ |
| 2020   | Minnesota | 21     | 19     | 30,0   | 47,1  | 33,3   | 92,2 | 2,0     | 3,6     | 0,9    | 0,0    | 16,2   |
| 2021   | Minnesota | 31     | 10     | 20,1   | 38,8  | 35,9   | 85,7 | 2,0     | 2,8     | 0,7    | 0,1    | 7,7    |
| 2022   | Indiana   | 3      | 0      | 16,3   | 42,9  | 33,3   | 100  | 1,0     | 3,3     | 0,0    | 0,7    | 6,0    |
| 2022   | New York  | 30     | 27     | 22,1   | 39,5  | 32,3   | 70,0 | 2,1     | 2,5     | 0,6    | 0,1    | 5,4    |
| Total  | Total     | 85     | 56     | 23,1   | 42,4  | 33,9   | 85,7 | 2,0     | 2,9     | 0,7    | 0,1    | 8,9    |

| Leader de la ligue | Gras/Meilleures performances | [ 32 ] |

| Saison | Équipe    | Matchs | Titul. | Min./m | % Tir | % 3pts | % LF | Rbds/m. | Pass/m. | Int/m. | Ctr/m. | Pts/m. |
| ------ | --------- | ------ | ------ | ------ | ----- | ------ | ---- | ------- | ------- | ------ | ------ | ------ |
| 2020   | Minnesota | 4      | 4      | 34,0   | 34,0  | 25,0   | 63,6 | 2,8     | 3,8     | 1,0    | 0,0    | 11,8   |
| 2021   | Minnesota | 1      | 0      | 24,0   | 20,0  | 0,0    | -    | 1,0     | 2,0     | 1,0    | 0,0    | 2,0    |
| 2022   | New York  | 3      | 2      | 9,0    | 27,3  | 25,0   | -    | 0,3     | 0,3     | 0,0    | 0,0    | 2,3    |
| Total  | Total     | 8      | 6      | 23,4   | 31,9  | 22,7   | 63,6 | 1,6     | 2,3     | 0,6    | 0,0    | 7,0    |

## Palmarès et distinctions

### Distinctions personnelles

#### En WNBA
- WNBA Rookie of the Year en 2020[33]
- All-Rookie Team en 2020
- 2x Rookie du mois en août 2020 et septembre 2020

#### NCAA
- Meilleur cinq de l'AAC (2019, 2020)
- Troisième cinq de l'AAC (2018)
- Meilleur cinq des freshmen de l'AAC (2016)